# Projektowanie wsteczne
Projektowanie wsteczne – jest to metoda projektowania struktury kursu edukacyjnego, polegająca na określeniu efektów uczenia się przed doborem materiałów, sposobów weryfikacji efektów oraz metod przekazu treści, które będą nauczane. Zaletami tej metody są świadomość celu ucznia i nauczyciela, a także rozwój umiejętności zarządzania czasem – własnym i pracy uczenia. Projektowanie wsteczne służy szczegółowemu zaplanowaniu kształtu kursu, poprzez jakość i liczbę materiałów, dobór aktywności i jego zawartości czy sposobu powiązania pomiędzy poszczególnymi elementami.

## Etapy projektowania wstecznego
Do najważniejszych etapów planowania procesu dydaktycznego metodą projektowania wstecznego należą:
- określenie efektów uczenia się,
- dobór sposobów weryfikacji efektów,
- zaplanowanie aktywności,
- dobór nauczanych treści,
- wybór oprogramowania (narzędzi)[4].

### Określenie efektów uczenia się
Efekty uczenia się są podstawą planowanego kursu. Określają wiedzę, umiejętności i kompetencje społeczne, jakie osoba nabywa po ukończeniu danej jednostki dydaktycznej (mogą to być pojedyncze zajęcia, ich zestaw lub cały kurs). Cele powinny być zaplanowane zgodnie z koncepcją S.M.A.R.T.:
- konkretne – precyzyjnie, rzeczowo i jednoznacznie określone, tak, aby każdy (zarówno nauczyciel, jak i uczniowie) rozumiał je w taki sam sposób,
- mierzalne – możliwe do zweryfikowania,
- osiągalne – możliwe do osiągnięcia przez każdego uczącego się (zarówno przeciętnego, jak i uzdolnionego), nie powinny być ani trudne, ani zbyt łatwe, ponieważ zniechęcą kursanta do uczenia się,
- powiązane – spójnie powiązane, uzupełniające się w ramach jednostki edukacyjnej bądź ich zestawu oraz zaprezentowane w sposób uporządkowany (od ogółu do szczegółu lub zgodnie z określonym ciągiem logicznym),
- określone w czasie – możliwe do osiągnięcia w wyznaczonym czasie[5]

Udowodnienie osiągnięcia celu wyraża się za pomocą efektów bazujących na czasownikach aktywnych. Należą do nich czasowniki tj.: nazywać, wyjaśniać, zastosować, scharakteryzować, ocenić, stworzyć. Do czasowników nieaktywnych zalicza się: umieć, potrafić, wiedzieć, znać, rozumieć, które określają docelową wiedzę i umiejętności. Należy jednak pamiętać, że im mniej celów (dydaktycznych), tym zajęcia będą przystępniejsze dla odbiorców, ich realizacja łatwiejsza, a proces przekazywania wiedzy skuteczniejszy.

### Dobór sposobów weryfikacji efektów
System weryfikacji efektów uczenia się polega na ustaleniu, czy kursant osiągnął zamierzone rezultaty uczenia się, czy przyswoił wiedzę i opanował umiejętności wynikające z opisu efektów w danej jednostce dydaktycznej. Metody weryfikacji zorientowane są na kursancie i umożliwiają mu uzyskanie informacji zwrotnej o stopniu osiągnięcia efektów uczenia się, motywując go do aktywnego udziału w procesie uczenia się. Pozwalają one także na sprawdzenie i ocenę wszystkich efektów.
Podstawą skutecznej weryfikacji są dopasowanie do konkretnych efektów, weryfikacja określonej umiejętności, jednoznaczne określenie oczekiwań, wyważony poziom trudności oraz wskazanie umiejętności i określenie braków kursanta.

### Zaplanowanie aktywności
Planowanie aktywności jest niezbędnym procesem wkraczającym w praktyczne przygotowanie zajęć, bowiem przyczynia się do osiągnięcia określonego efektu uczenia się. Aktywności muszą być dobrane do efektu uczenia się, ale i adekwatne do Taksonomii Blooma.
Aktywność to działanie i inicjatywa, natomiast aktywizacja to pobudzanie i zachęcanie do rozwijania umiejętności, wyrażonych w efektach uczenia się. Metody aktywizujące są bodźcem dla twórczego myślenia. Dlatego też tak istotne jest ich stosowanie, ponieważ dzięki nim kursant nie otrzyma gotowych schematów postępowania, a samodzielnie przejdzie przez proces nabywania wiedzy.

### Dobór nauczanych treści
Przed przystąpieniem do doboru treści należy określić cele (dydaktyczne). Treści muszą być zgodne przede wszystkim z efektami uczenia, z poprzednimi etapami procesu, ale i samą grupą docelową kursu oraz jej różnorodnymi potrzebami.
Pomogą one dopasować wymagania i zobrazować to, jaką wiedzę i umiejętności powinien mieć uczeń po zakończeniu kursu.

### Wybór oprogramowania
Do stworzenia efektywnego kursu niezbędny jest wybór odpowiedniego oprogramowania, np. systemu e-learningowego, aplikacji mobilnej lub internetowej czy środowiska do wymiany informacji pomiędzy nauczycielem a uczniami. Podobnie jak treści programowe, oprogramowanie powinno być dopasowane do założonych efektów uczenia się i planowanych aktywności. Autor kursu powinien mieć na względzie potrzeby i umiejętności techniczne kursantów.